# Convento dos Capuchos Sintra

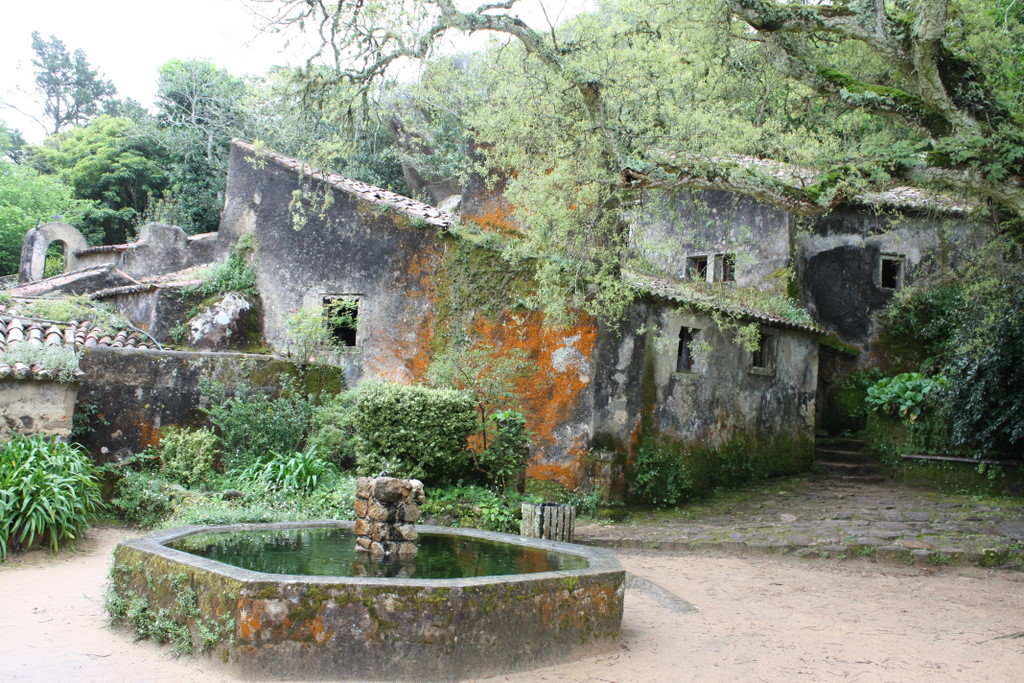
Die Ruinen des Convento dos Capuchos Sintra

Das Convento dos Capuchos Sintra, ursprünglich Konvent von Santa Cruz, ist ein ehemaliges Kloster der Franziskaner (OFM) in Sintra, Portugal. Es befindet sich im Nationalpark Sintra-Cascais, rund fünf Kilometer südwestlich von Sintra.

## Geschichte
Das Kloster wurde 1560 von Alvaro de Castro, dem Sohn des Vizekönigs von Indien, João de Castro, gegründet. Seine Geschichte liegt weitgehend im Dunkeln.
Die Legende erzählt, dass João de Castro sich bei der Jagd verlaufen und unter einem Felsen zum Schlafen niedergelegt habe. In einer Vision habe er den Auftrag erhalten, dort ein Kloster zu gründen. Er starb vor der Vollendung dieses Vorhabens, doch sein Sohn Alvaro stiftete nach dem Wunsch seines Vaters das Kloster. Die ersten acht Ordensbrüder sollen dort, der Legende nach, über 100 Jahre lang ein Leben in Buße verbracht haben.
Nach der Aufhebung aller religiösen Männerorden in Portugal (1834) wurden die Ordensbrüder gezwungen, den Ort zu verlassen. Er kam in den Besitz des Vizconde de Monserrat und fiel später dem portugiesischen Staat zu. Die Gebäude sind teilweise gut erhalten. Restaurierungsarbeiten laufen seit den 1930er Jahren. Für die kommenden Jahre sind weitere umfangreiche Erhaltungsarbeiten und die weitere archäologische Erschließung geplant.
Das Kloster ist tief im Wald gelegen. Die Zellen wurden sehr spartanisch ausgestattet und zum Teil im Felsen eingehauen; einige wurden mit Kork verkleidet.

## Galerie

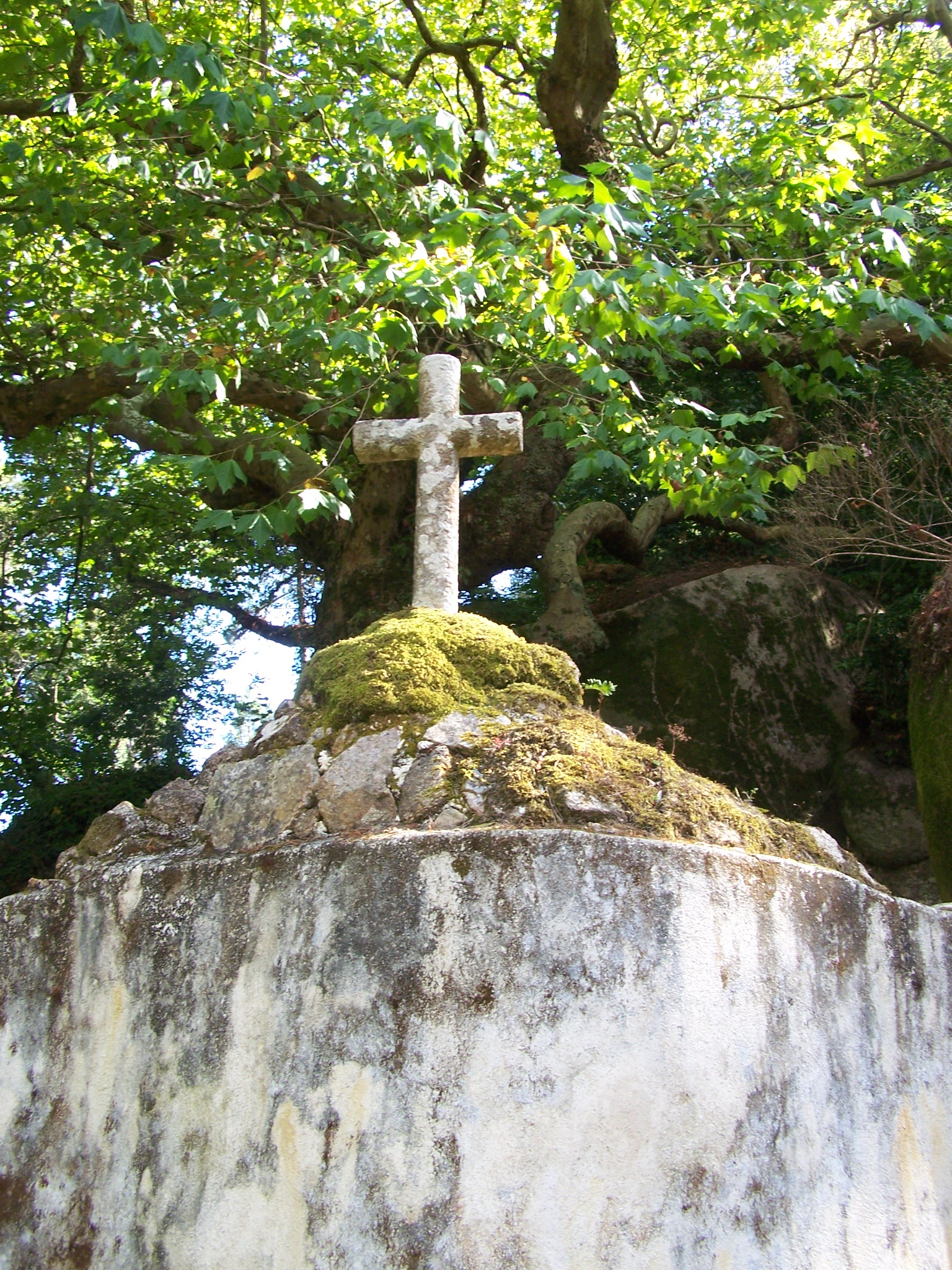
Kreuz
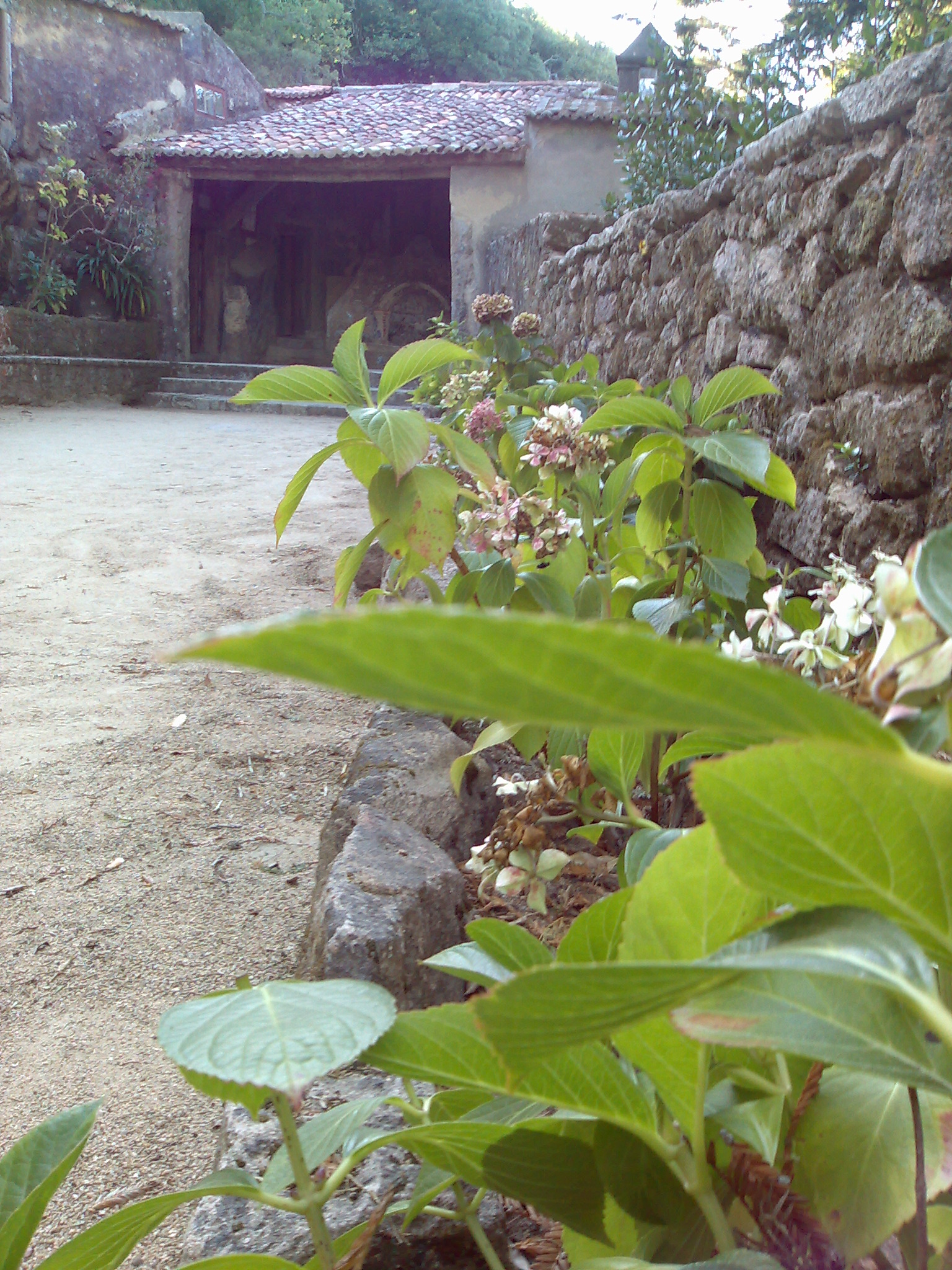
Eingangsgebäude
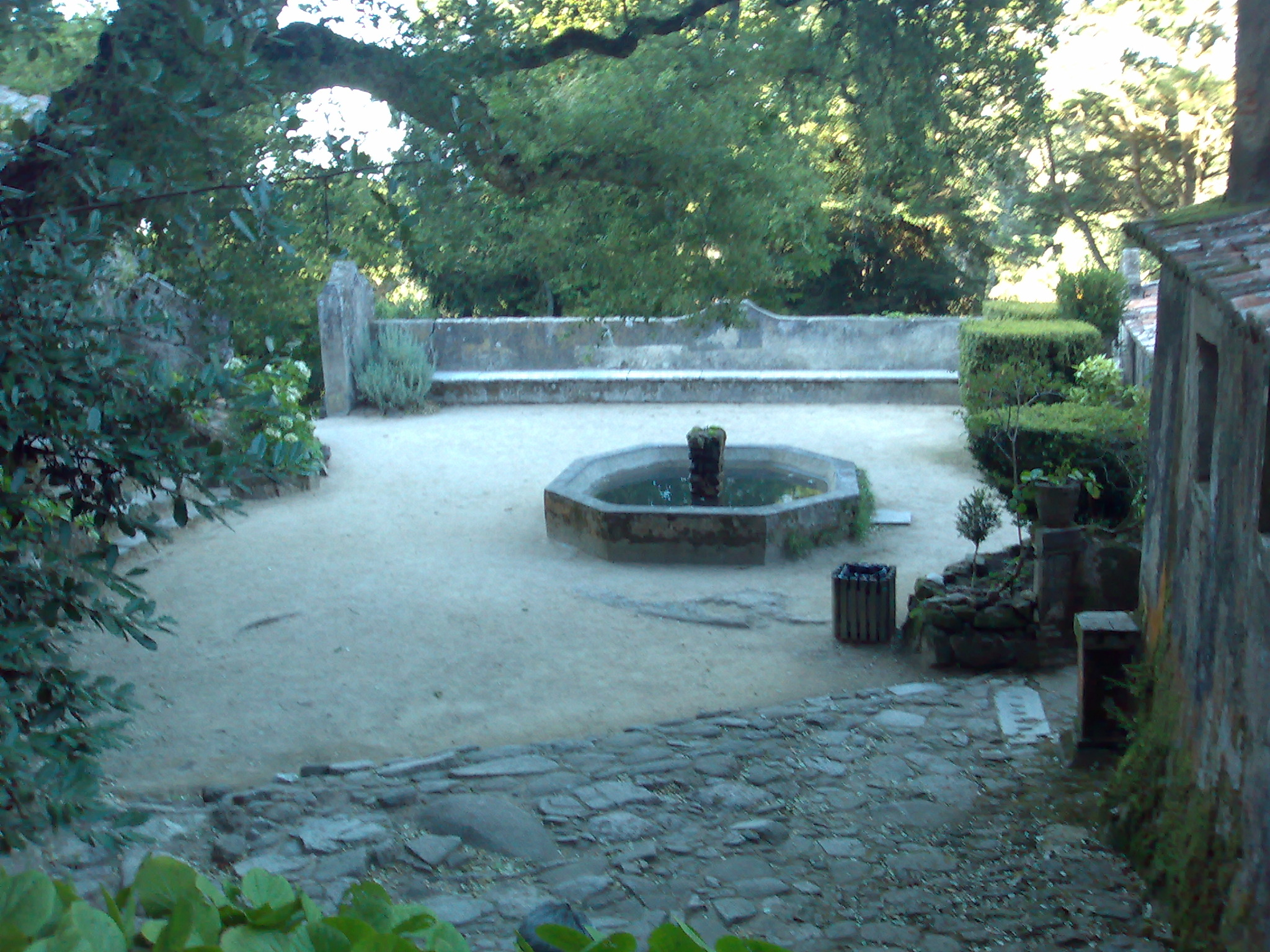
Hof
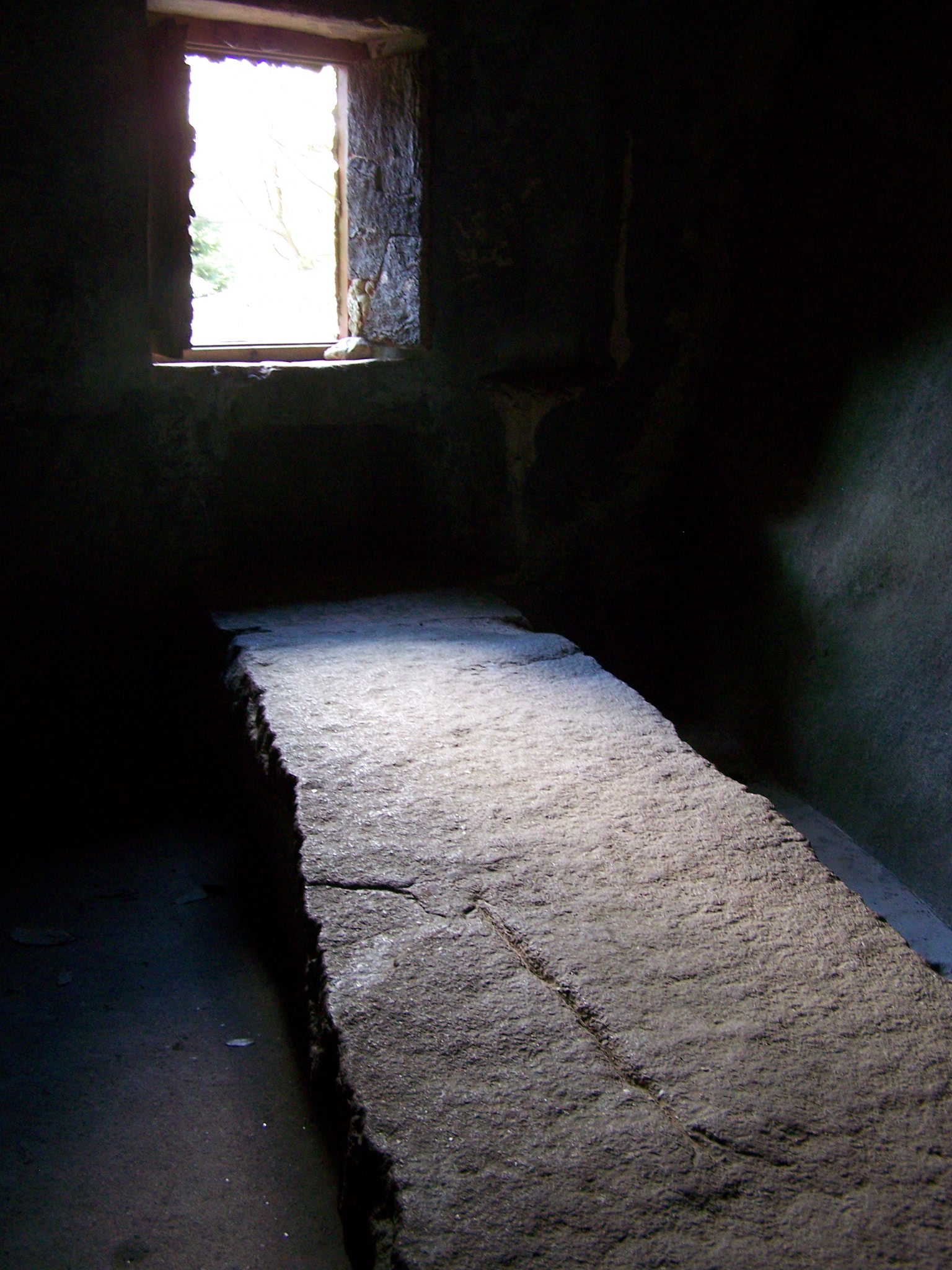
Refektorium
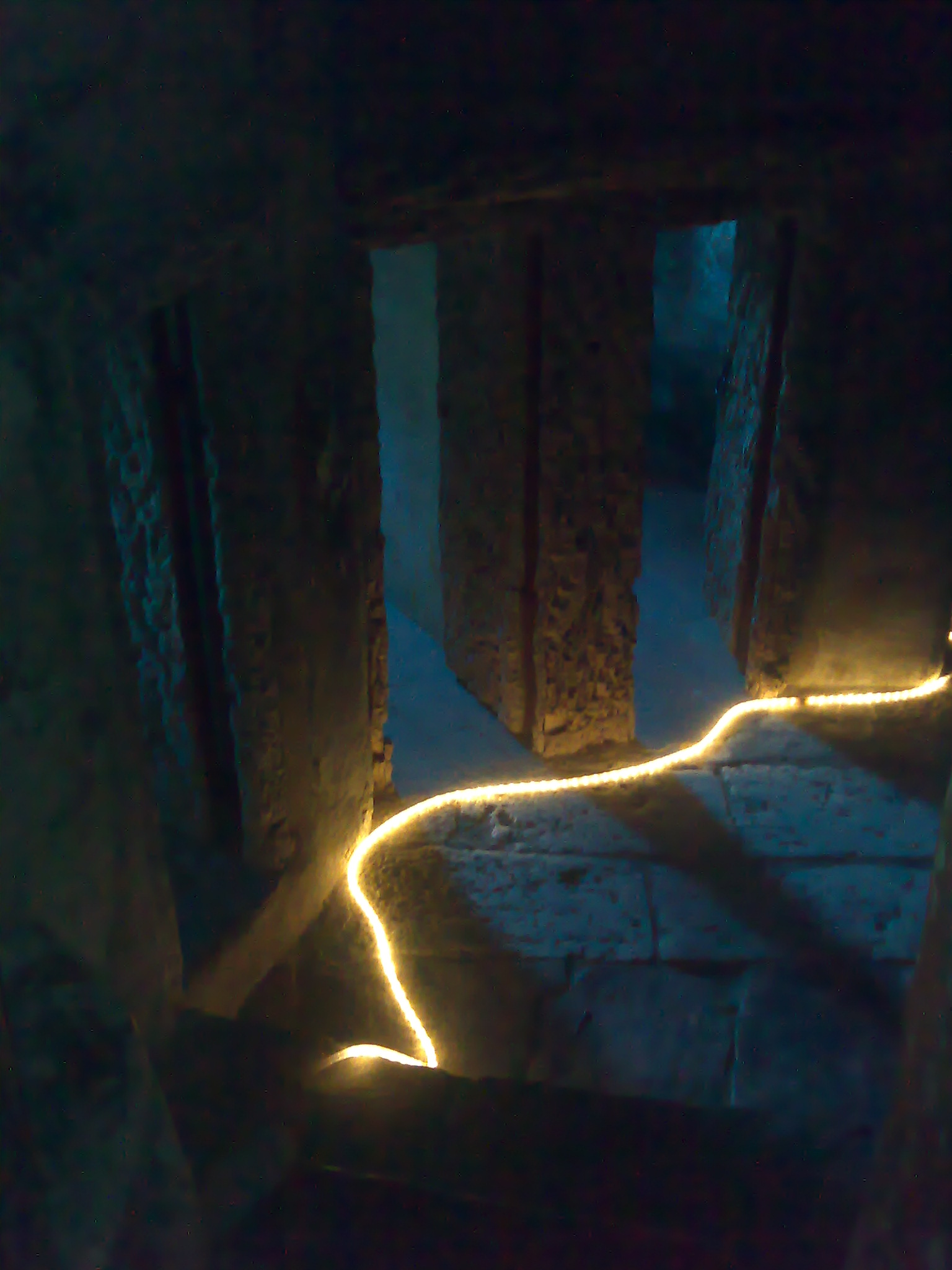
Eingang
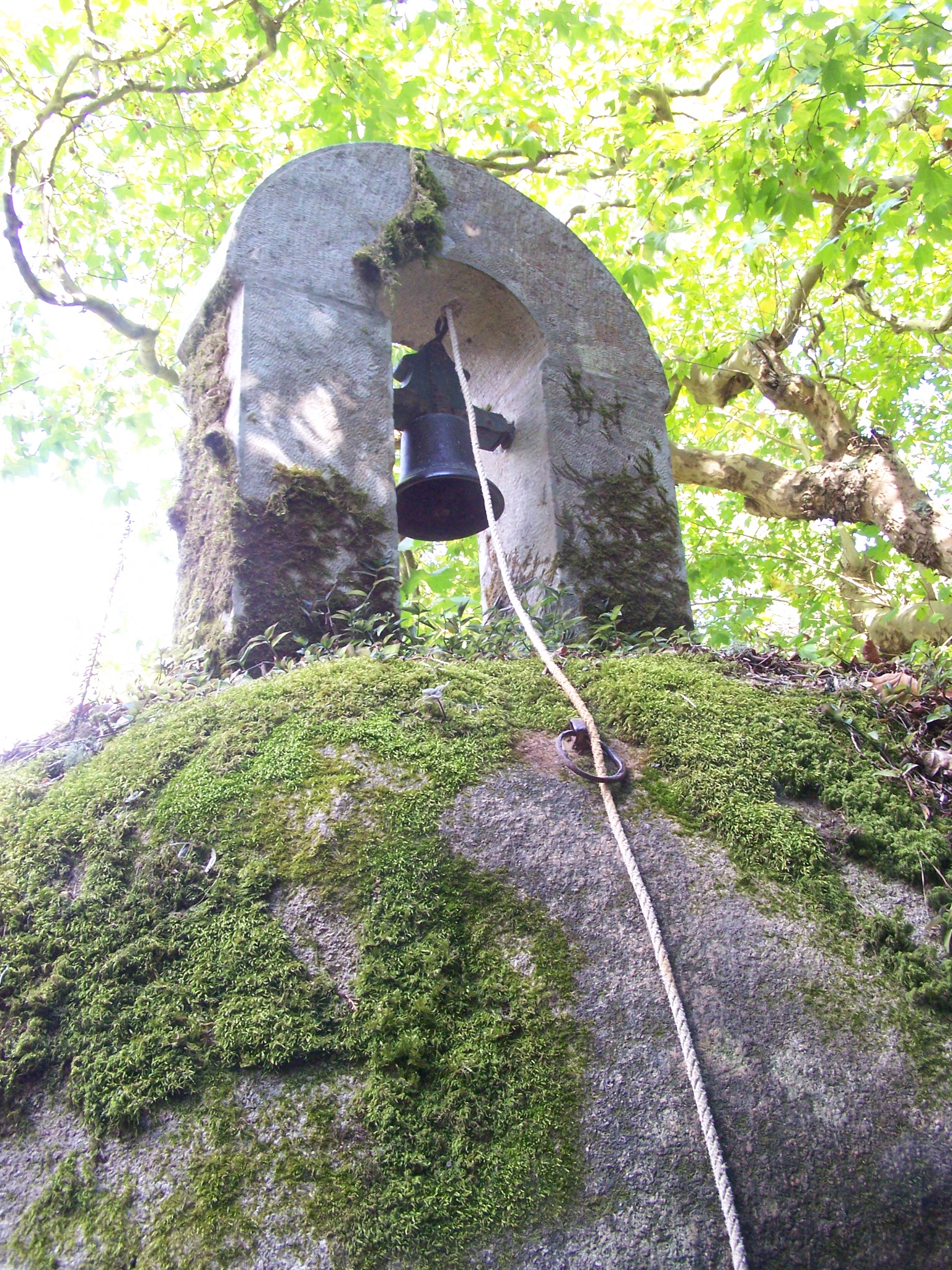
Glockenturm
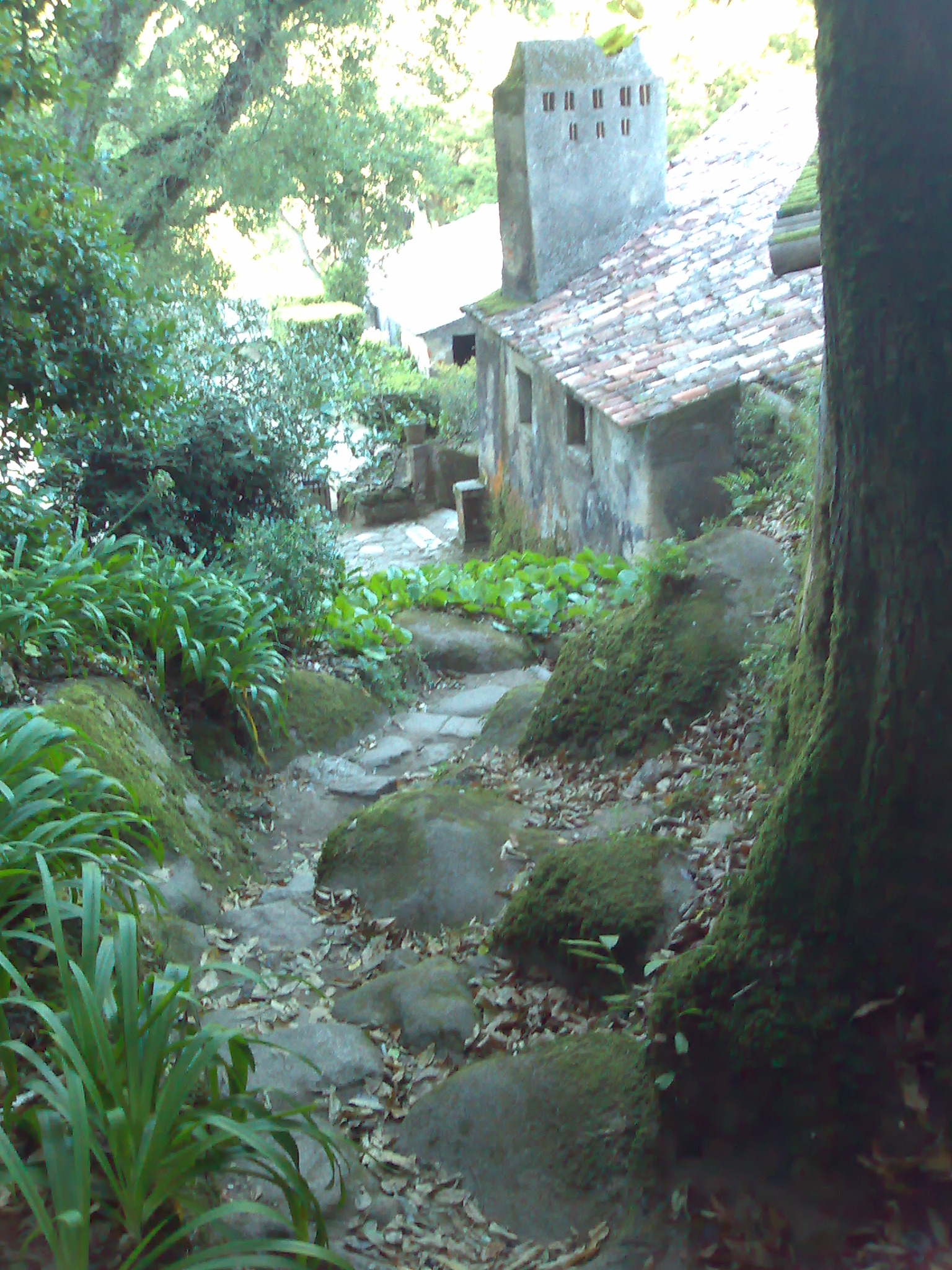
Zugang von außen
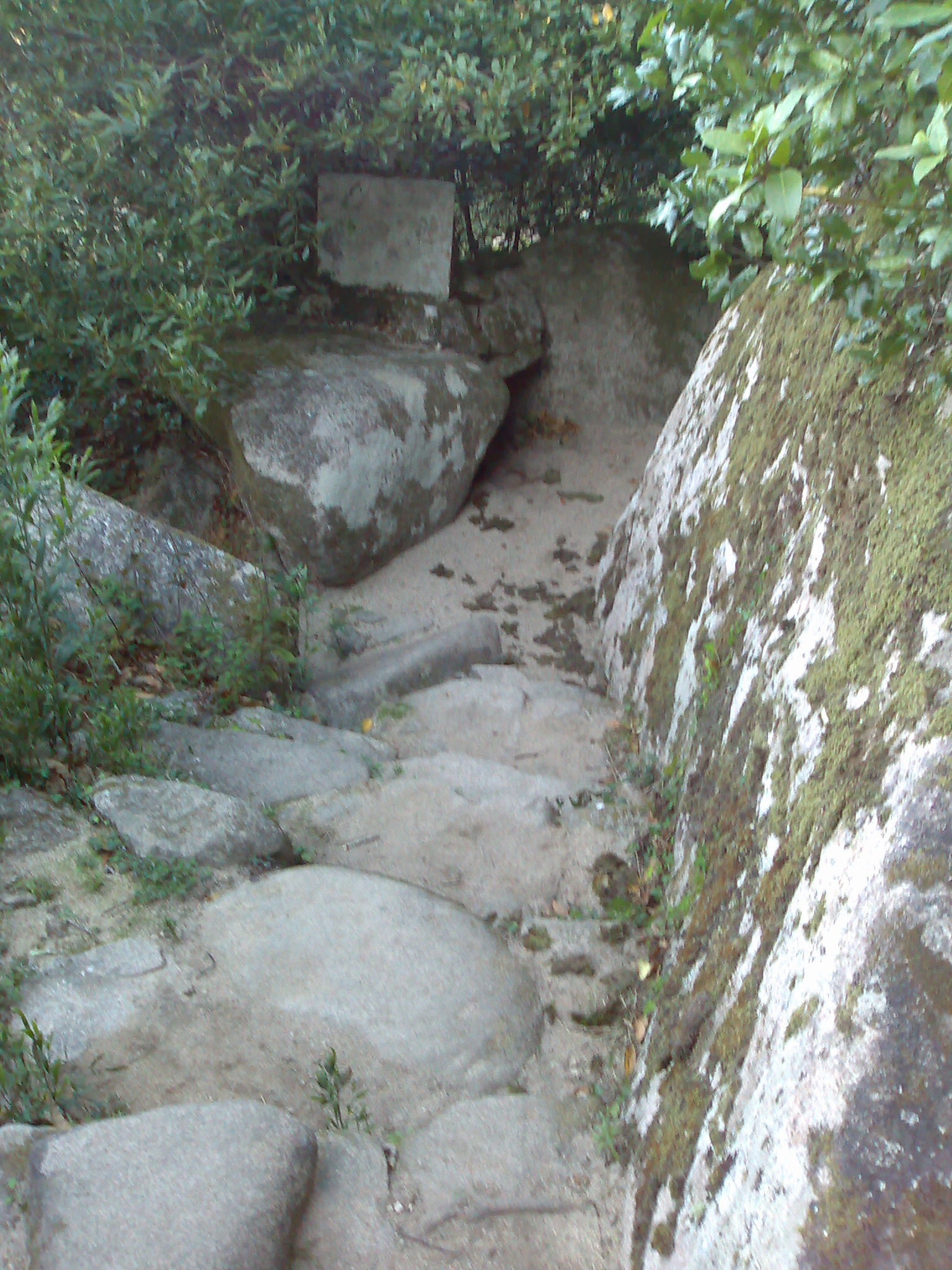
Cova de Frei Honório
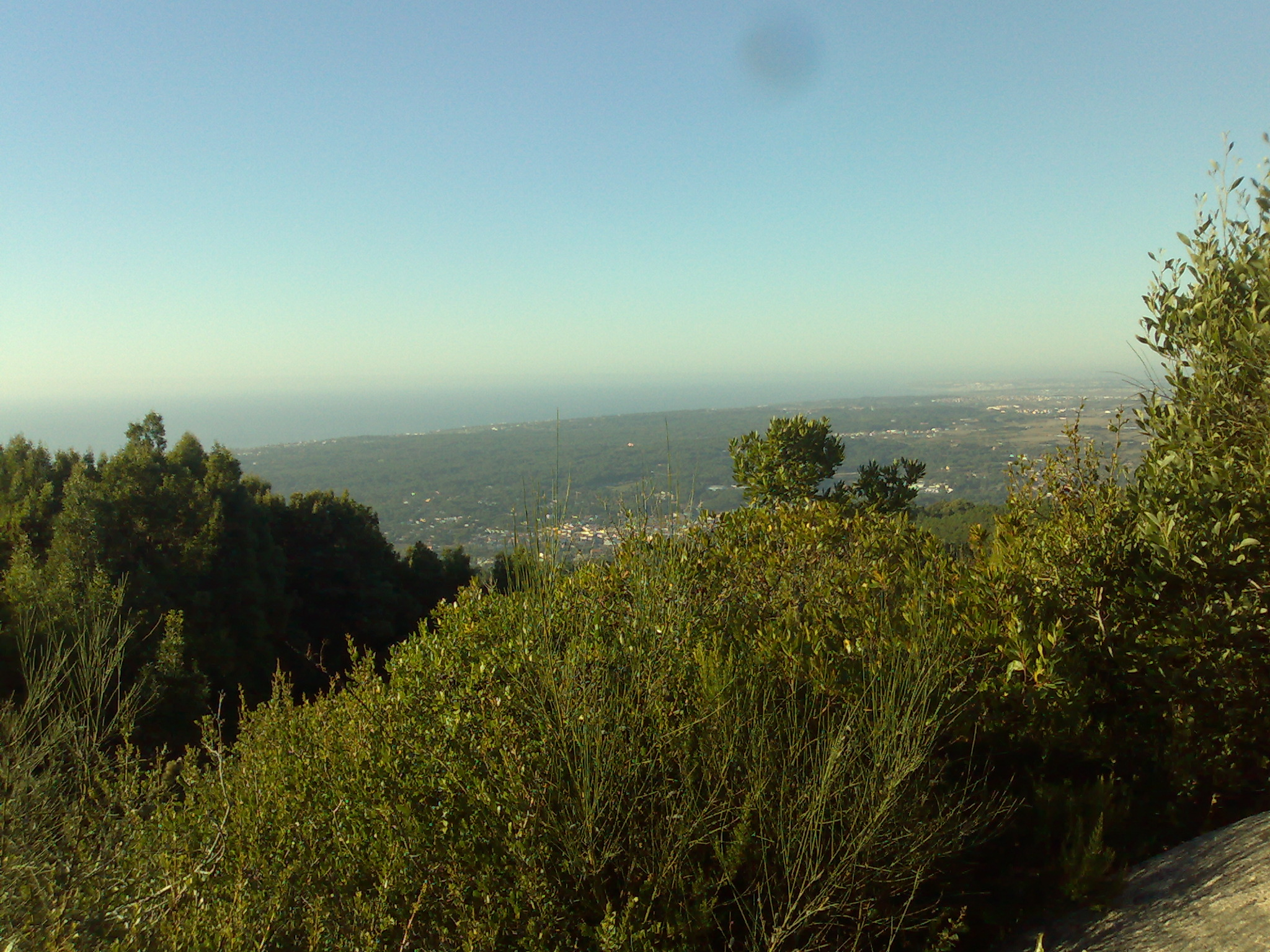
Panoramablick vom Kloster